# Embletoniidae
Embletoniidae zijn een familie van weekdieren uit de klasse van de Gastropoda (slakken).

## Geslacht
- Embletonia Alder & Hancock, 1851
  - = Embletoniella Baba, 1967
  - = Pterochilus Alder & Hancock, 1844